# Pentila latefascia
Pentila latefascia är en fjärilsart som beskrevs av Abel Dufrane 1953. Pentila latefascia ingår i släktet Pentila och familjen juvelvingar. Inga underarter finns listade i Catalogue of Life.